# Rosa Maria (telenovela)
Rosa Maria foi uma telenovela brasileira produzida e exibida pela extinta TV Itacolomi entre 15 de janeiro e 23 de abril de 1965, às 17:40 horas, tendo 67 capítulos. Foi escrita por Otávio Cardoso, com produção e direção de Léa Delba, direção de TV de Wilson Carneiro e supervisão de Otávio Cardoso.

## Elenco
- Zélia Marinho - Rosa Maria
- Marco Antônio Rocha - Júlio
- Antônio Katah - Jaime
- Maria Assunção
- Antônio Nadeo
- Eunice Alves
- Rosaly Mnedes
- Adail Viana
- Agnelo Pacheco
- Orlando Pacheco
- Antônio de Pádua